# Simon Lessing
Simon Christopher Lessing (Città del Capo, 12 febbraio 1971) è un triatleta britannico.

## Carriera
Membro dell'Ordine dell'Impero britannico MBE, ha vinto per quattro volte i campionati del mondo di triathlon e per due volte si è classificato secondo e per una è arrivato sul gradino più basso del podio.

## Titoli
- Campione del mondo di triathlon (Élite) - 1992, 1995, 1996, 1998
- Campione del mondo di triathlon Long Distance - 1995
- Campione europeo di triathlon - 1991, 1993, 1994